# کانرد باف چهارم
کانرَد باف چهارم (انگلیسی: Conrad Buff IV؛ زادهٔ ۸ ژوئیهٔ ۱۹۴۸) تدوین‌گر اهل ایالات متحده آمریکا است.

## بخشی از فیلمشناسی
- ۱۹۸۵: لبه‌های دندانه‌دار
- ۱۹۸۷: توپ‌های فضایی
- ۱۹۸۸: اتصال کوتاه ۲
- ۱۹۸۹: ورطه
- ۱۹۹۱: نابودگر ۲: روز داوری
- ۱۹۹۴: گریز
- ۱۹۹۴: دروغ‌های حقیقی
- ۱۹۹۵: گونه
- ۱۹۹۷: قله دانته
- ۱۹۹۷: تایتانیک
- ۱۹۹۹: جاده آرلینگتون
- ۱۹۹۹: مردان اسرارآمیز
- ۲۰۰۱: روز تعلیم
- ۲۰۰۲: آنتوان فیشر
- ۲۰۰۳: اشک‌های خورشید
- ۲۰۰۴: آرتور شاه
- ۲۰۰۵: زمان‌های خشن
- ۲۰۰۶: سرافیم فالز
- ۲۰۰۷: تک‌تیرانداز
- ۲۰۰۸: اتفاق
- ۲۰۰۹: نابودگر: رستگاری
- ۲۰۱۰: آخرین هواشکن
- ۲۰۱۱: ظهور سیاره میمون‌ها
- ۲۰۱۶: مانستر تراکز

## جوایز
وی در سال ۱۹۹۷ میلادی، بابت تدوین فیلم تایتانیک، برندهٔ جایزه اسکار بهترین تدوین شد.